# Leichtathletik-Europameisterschaften 2018/800 m der Männer

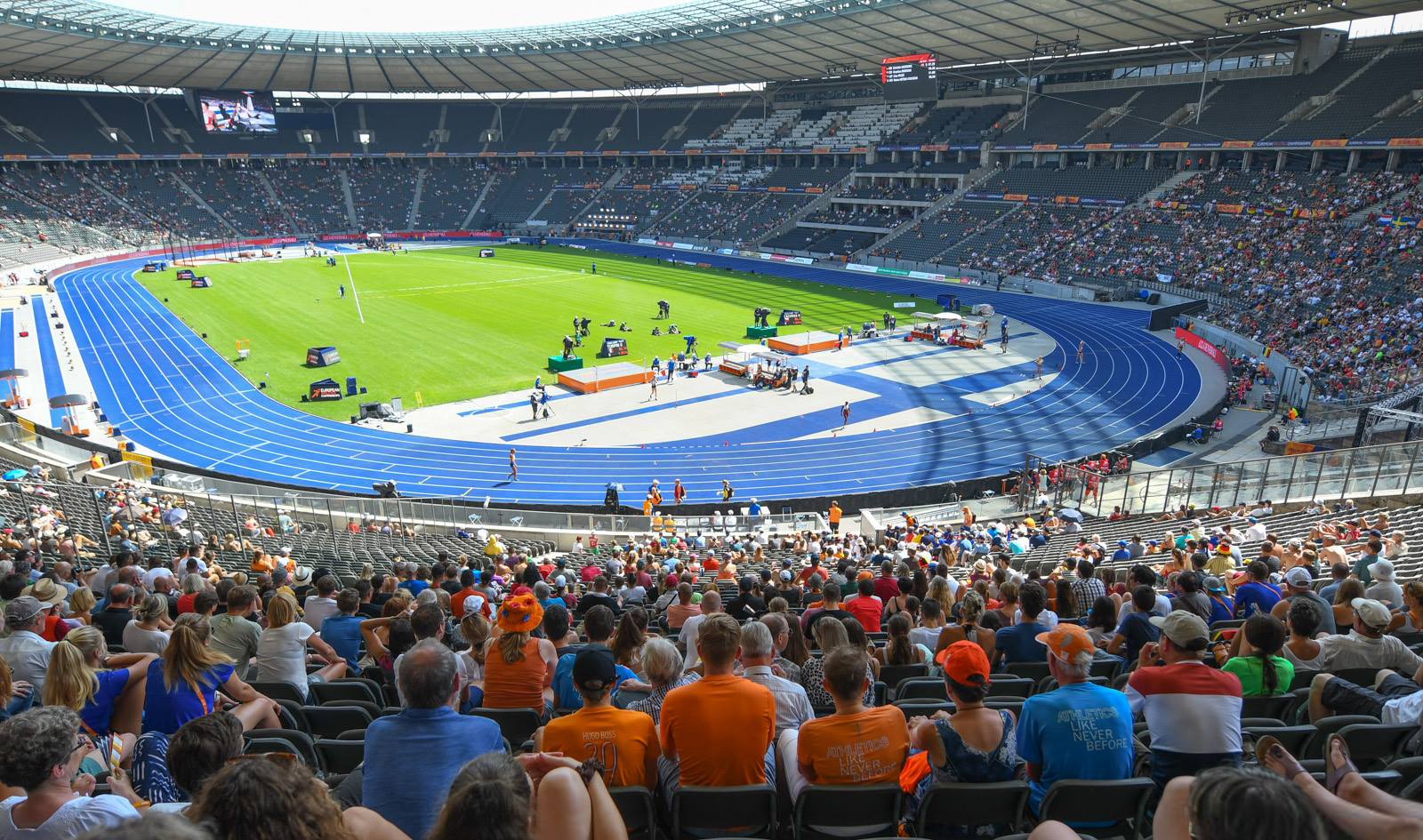
Das Berliner Olympiastadion am 9. August 2018

Der 800-Meter-Lauf der Männer bei den Leichtathletik-Europameisterschaften 2018 fand vom 9. bis 11. August im Olympiastadion in der deutschen Hauptstadt Berlin statt.
Den Europameistertitel errang der Pole Adam Kszczot. Zweiter wurde der Schwede Andreas Kramer. Pierre-Ambroise Bosse aus Frankreich gewann die Bronzemedaille.

## Rekorde

### Bestehende Rekorde
| Weltrekord           | 1:40,91 min | David Lekuta Rudisha | OS London, Großbritannien                    | 9. August 2012  |
| Europarekord         | 1:41,11 min | Wilson Kipketer      | Köln, Deutschland                            | 24. August 1997 |
| Meisterschaftsrekord | 1:43,84 min | Olaf Beyer           | EM Prag, Tschechoslowakei (heute Tschechien) | 31. August 1978 |

Der bestehende EM-Rekord wurde bei diesen Europameisterschaften nicht erreicht. Die schnellste Zeit erzielte der polnische Europameister Adam Kszczot mit 1:44,59 min, womit er 75 Hundertstelsekunden über dem Rekord blieb. Zum Europarekord fehlten ihm 3,48 s, zum Weltrekord 3,68 s.

### Rekordverbesserung
Es wurde ein neuer Landesrekord aufgestellt:
1:45,03 min – Andreas Kramer (Schweden), Finale am 11. August

## Legende
Kurze Übersicht zur Bedeutung der Symbolik – so üblicherweise auch in sonstigen Veröffentlichungen verwendet:
| NR  | Nationaler Rekord              |
| PB  | Persönliche Bestleistung       |
| SB  | Persönliche Jahresbestleistung |
| DSQ | disqualifiziert                |
| IWR | Internationale Wettkampfregeln |
| TR  | Technische Regeln              |

## Vorläufe
Aus den vier Vorläufen qualifizierten sich die jeweils drei Ersten jedes Laufes – hellblau unterlegt – und zusätzlich die vier Zeitschnellsten – hellgrün unterlegt – für das Halbfinale.

### Vorlauf 1

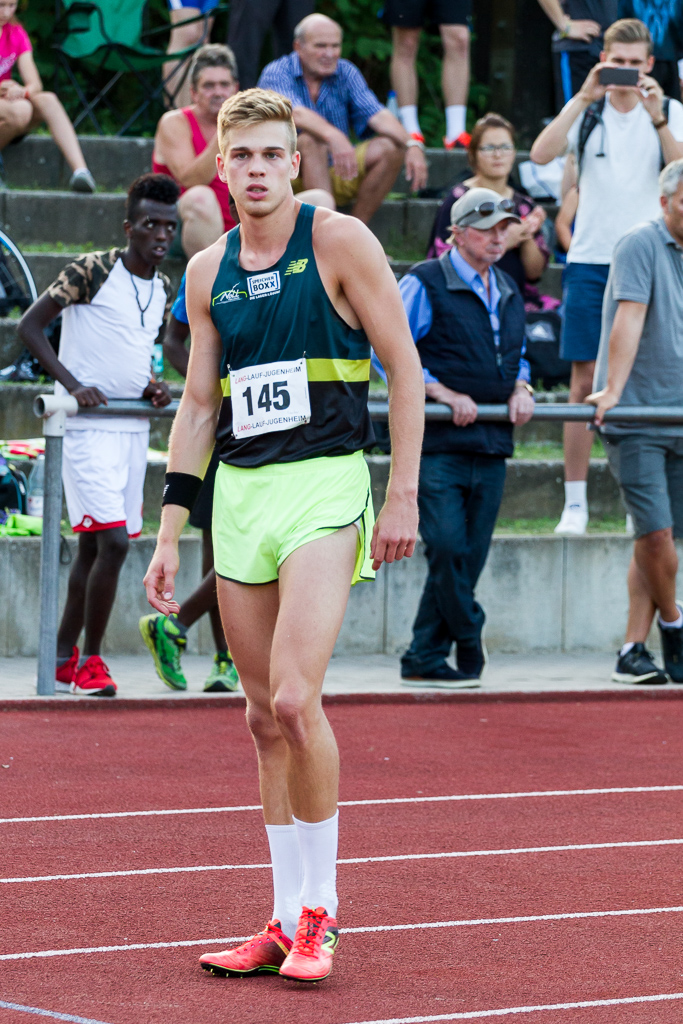
Wegen Behinderung wurde Marc Reuther in seinem Vorlauf disqualifiziert

9. August 2018, 11:30 Uhr MESZ
| Platz | Bahn | Name               | Land                    | Zeit (min)                    |
| ----- | ---- | ------------------ | ----------------------- | ----------------------------- |
| 1     | 3    | Saúl Ordóñez       | Spanien                 | 0001:47,95                    |
| 2     | 5    | Michał Rozmys      | Polen                   | 0001:48,01                    |
| 3     | 1    | Elliot Giles       | Großbritannien          | 0001:48,05                    |
| 4     | 8    | Tamás Kazi         | Ungarn                  | 0001:48,37                    |
| 5     | 4    | Cosmin Trofin      | Rumänien                | 0001:48,85                    |
| 6     | 7    | Mark English       | Irland                  | 0001:48,98                    |
| 7     | 2    | Christos Dimitriou | Zypern                  | 0001:50,62                    |
| DSQ   | 6    | Abedin Mujezinović | Bosnien und Herzegowina | IWR 163, TR17.2 – Behinderung |
| DSQ   | 8    | Marc Reuther       | Deutschland             | IWR 163, TR17.2 – Behinderung |

### Vorlauf 2

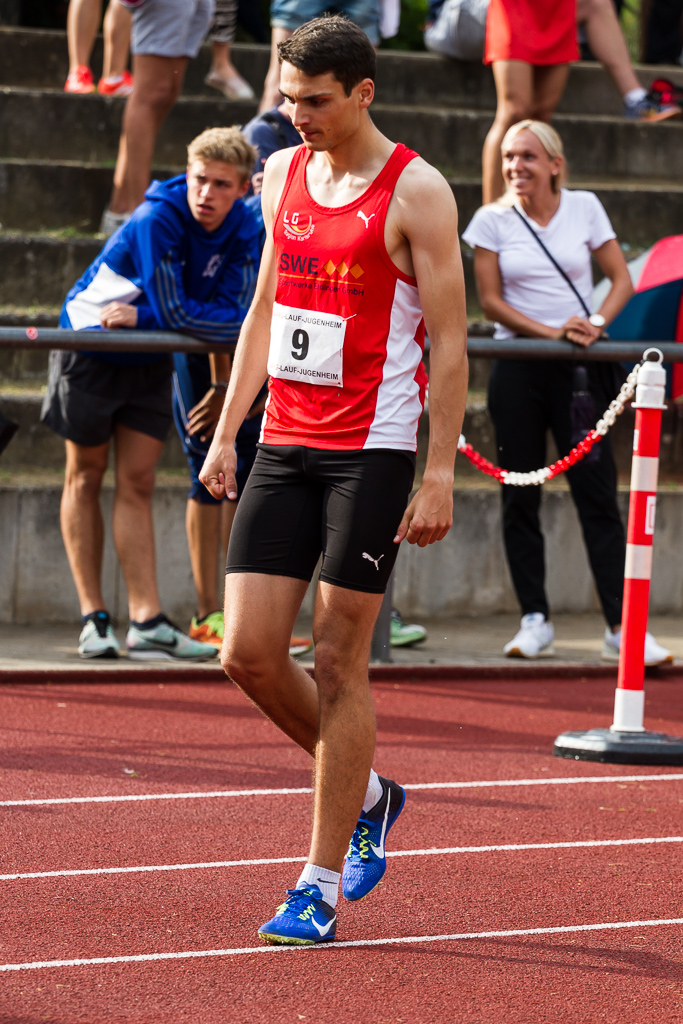
Als Achter seines Vorlaufs erreichte Christoph Kessler nicht die nächste Runde

9. August 2018, 11:37 Uhr MESZ
| Platz | Bahn | Name              | Land           | Zeit (min) |
| ----- | ---- | ----------------- | -------------- | ---------- |
| 1     | 2    | Mateusz Borkowski | Polen          | 1:46,41    |
| 2     | 8    | Álvaro de Arriba  | Spanien        | 1:46,48    |
| 3     | 3    | Lukáš Hodboď      | Tschechien     | 1:46,50 PB |
| 4     | 4    | Thomas Roth       | Norwegen       | 1:46,70    |
| 5     | 6    | Guy Learmonth     | Großbritannien | 1:46,75    |
| 6     | 5    | Jewhen Huzol      | Ukraine        | 1:46,97    |
| 7     | 1    | Sven Cepuš        | Kroatien       | 1:47,56    |
| 8     | 7    | Christoph Kessler | Deutschland    | 1:48,13    |

### Vorlauf 3

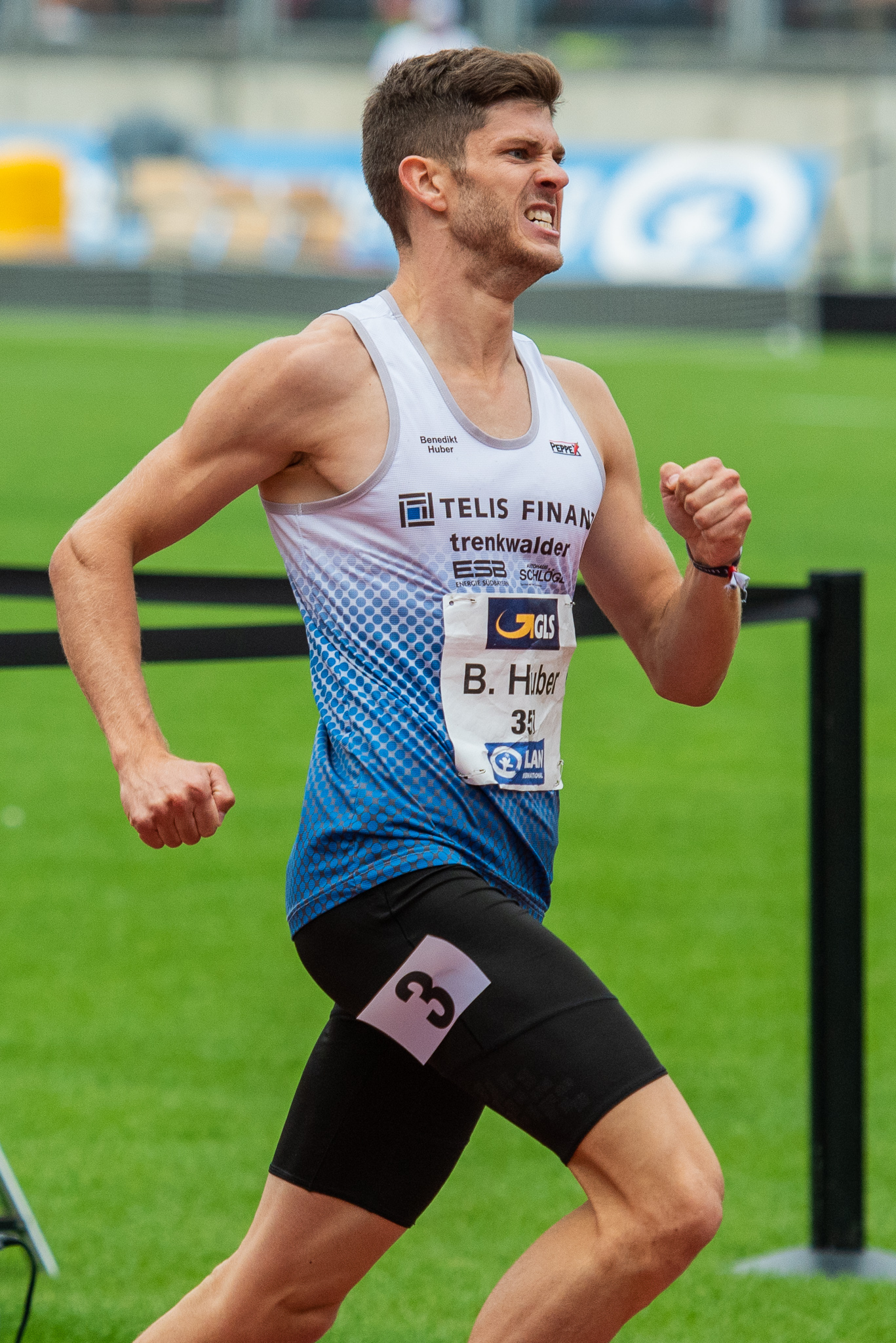
Benedikt Huber schied nach Platz vier in seinem Vorlauf aus

9. August 2018, 11:44 Uhr MESZ
| Platz | Bahn | Name                  | Land        | Zeit (min) |
| ----- | ---- | --------------------- | ----------- | ---------- |
| 1     | 3    | Andreas Kramer        | Schweden    | 1:47,87    |
| 2     | 1    | Andreas Bube          | Dänemark    | 1:47,94    |
| 3     | 7    | Pierre-Ambroise Bosse | Frankreich  | 1:48,14    |
| 4     | 4    | Benedikt Huber        | Deutschland | 1:48,33    |
| 5     | 8    | Simone Barontini      | Italien     | 1:48,53    |
| 6     | 5    | Filip Šnejdr          | Tschechien  | 1:48,70    |
| 7     | 2    | Zak Curran            | Irland      | 1:49,31    |
| 8     | 6    | Musa Hajdari          | Kosovo      | 1:49,47    |

### Vorlauf 4

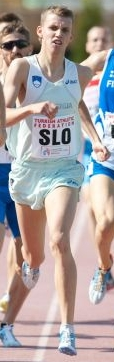
Žan Rudolf – als Siebter seines Vorlaufs nicht im Halbfinale

9. August 2018, 11:51 Uhr MESZ
| Platz | Bahn | Name            | Land                    | Zeit (min) |
| ----- | ---- | --------------- | ----------------------- | ---------- |
| 1     | 1    | Adam Kszczot    | Polen                   | 1:46,31    |
| 2     | 7    | Amel Tuka       | Bosnien und Herzegowina | 1:46,47    |
| 3     | 4    | Daniel Rowden   | Großbritannien          | 1:46,59    |
| 4     | 8    | Daniel Andújar  | Spanien                 | 1:46,99    |
| 5     | 2    | Gabriel Tual    | Frankreich              | 1:47,26    |
| 6     | 6    | Elliott Crestan | Belgien                 | 1:47,35    |
| 7     | 5    | Žan Rudolf      | Slowenien               | 1:48,24    |
| 8     | 3    | Markus Einan    | Norwegen                | 1:48,55    |

## Halbfinale
Aus den beiden Halbfinalläufen qualifizierten sich die jeweils drei Ersten jedes Laufes – hellblau unterlegt – und zusätzlich die beiden Zeitschnellsten – hellgrün unterlegt – für das Finale.

### Lauf 1

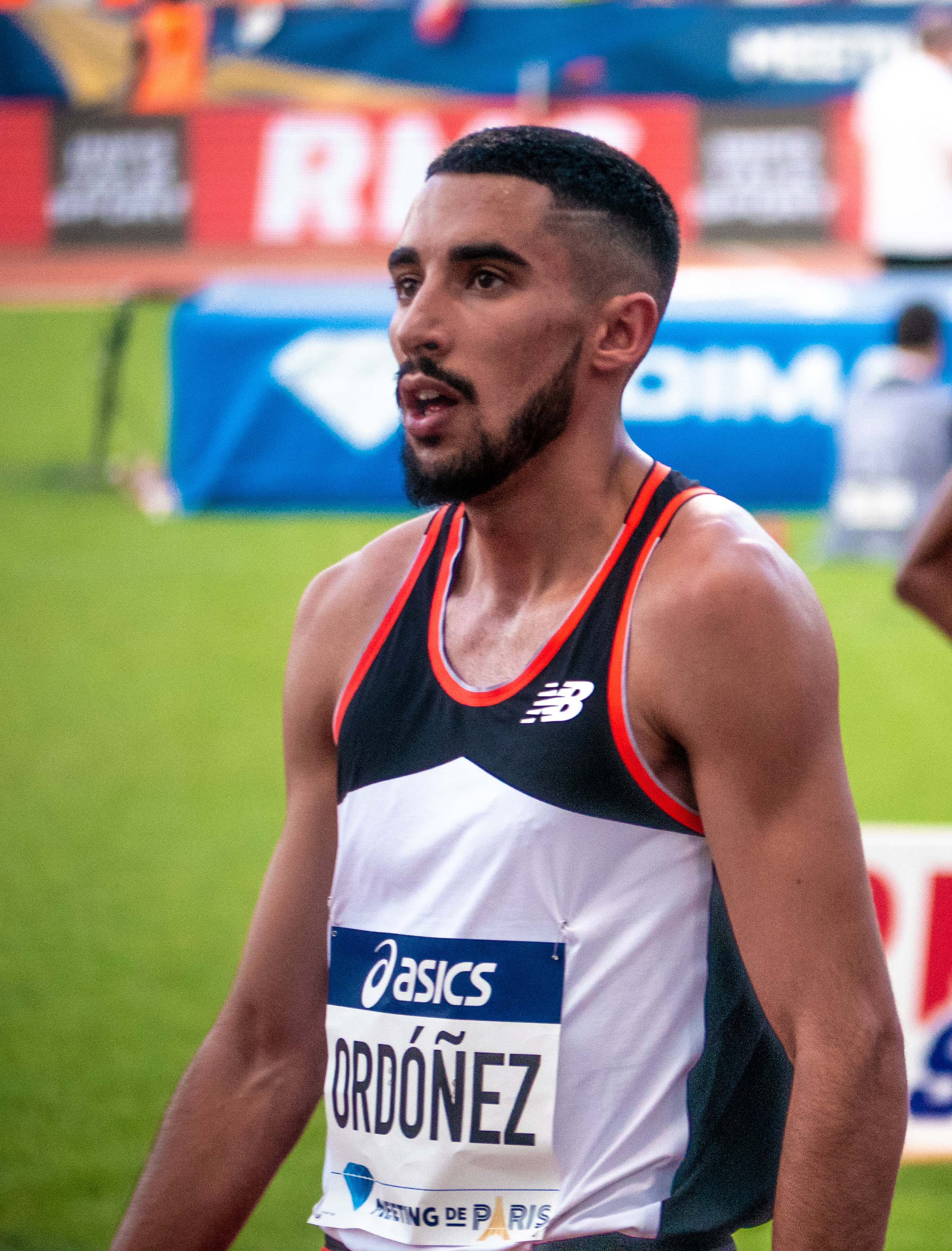
Saúl Ordóñez wurde Vierter in seinem Halbfinallauf und schied damit aus

10. August 2018, 19:32 Uhr Ortszeit
| Platz | Bahn | Name              | Land                    | Zeit (min) |
| ----- | ---- | ----------------- | ----------------------- | ---------- |
| 1     | 5    | Andreas Kramer    | Schweden                | 1:46,14    |
| 2     | 1    | Andreas Bube      | Dänemark                | 1:46,40    |
| 3     | 8    | Mateusz Borkowski | Polen                   | 1:46,54    |
| 4     | 4    | Saúl Ordóñez      | Spanien                 | 1:46,82    |
| 5     | 3    | Guy Learmont      | Großbritannien          | 1:46,83    |
| 6     | 6    | Daniel Rowden     | Großbritannien          | 1:46,98    |
| 7     | 7    | Amel Tuka         | Bosnien und Herzegowina | 1:47,24    |
| 8     | 2    | Jewhen Huzol      | Ukraine                 | 1:47,29    |

### Lauf 2

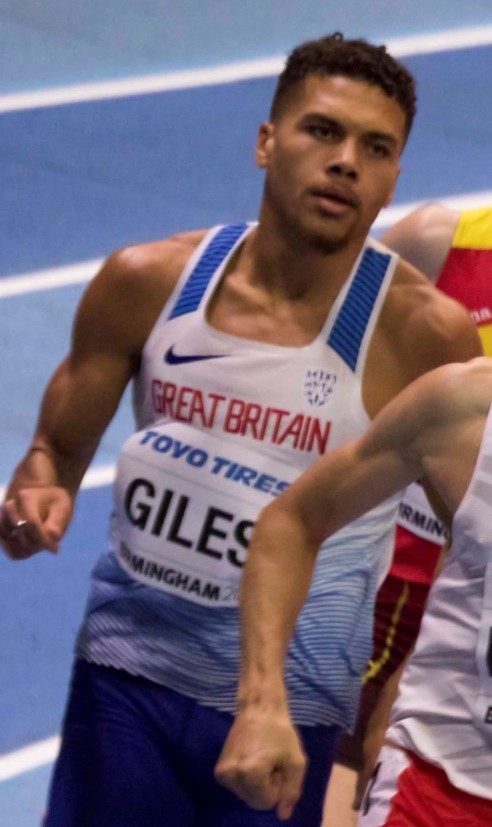
Elliot Giles – als Siebter seines Halbfinalrennens nicht im Finale

10. August 2018, 19:39 Uhr Ortszeit
| Platz | Bahn | Name                  | Land           | Zeit (min) |
| ----- | ---- | --------------------- | -------------- | ---------- |
| 1     | 4    | Adam Kszczot          | Polen          | 1:46,11    |
| 2     | 8    | Michał Rozmys         | Polen          | 1:46,17 SB |
| 3     | 6    | Pierre-Ambroise Bosse | Frankreich     | 1:46,21    |
| 4     | 3    | Álvaro de Arriba      | Spanien        | 1:46,43    |
| 5     | 2    | Lukáš Hodboď          | Tschechien     | 1:46,57    |
| 6     | 7    | Thomas Roth           | Norwegen       | 1:46,60    |
| 7     | 5    | Elliot Giles          | Großbritannien | 1:47,40    |
| 8     | 1    | Daniel Andújar        | Spanien        | 1:48,10    |

## Finale
11. August 2018, 20:30 Uhr MESZ
| Platz | Bahn | Athlet                | Land       | Zeit (min) |
| ----- | ---- | --------------------- | ---------- | ---------- |
|       | 3    | Adam Kszczot          | Polen      | 1:44,59 SB |
|       | 6    | Andreas Kramer        | Schweden   | 1:45,03 NR |
|       | 4    | Pierre-Ambroise Bosse | Frankreich | 1:45,30    |
| 4     | 7    | Michał Rozmys         | Polen      | 1:45,32 PB |
| 5     | 8    | Mateusz Borkowski     | Polen      | 1:45,42 PB |
| 6     | 1    | Andreas Bube          | Dänemark   | 1:45,92 SB |
| 7     | 5    | Álvaro de Arriba      | Spanien    | 1:46,41    |
| 8     | 2    | Lukáš Hodboď          | Tschechien | 1:46,60    |

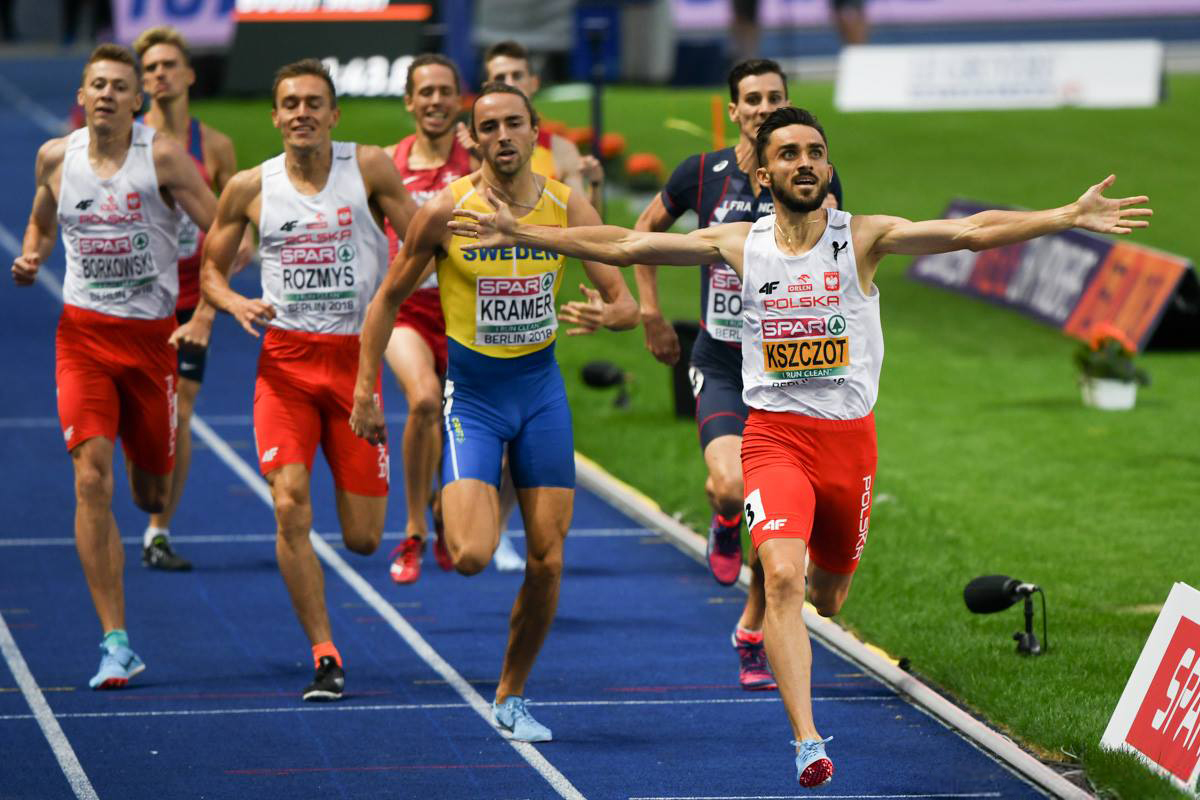
Zieleinlauf des 800-Meter-Finales

Es gab vor allem zwei Titelanwärter in diesem Wettbewerb. Der Franzose Pierre-Ambroise Bosse war schon 2012 Dritter bei den Europameisterschaften gewesen und trat hier als amtierender Weltmeister an. Der Pole Adam Kszczot hatte 2014 und 2016 den Europameistertitel gewonnen und war der Vizeweltmeister von 2017. Der Brite Elliot Giles und Amel Tuka aus Bosnien / Herzegowina, die bei den letzten Europameisterschaften die Ränge drei und vier belegt hatten, waren hier bereits in den Halbfinalläufen ausgeschieden. Mit Kszczot, Michał Rozmys und Mateusz Borkowski hatten drei Polen dieses Finale erreicht.
Zunächst übernahm der Schwede Andreas Kramer die Führung und wurde dann von Bosse abgelöst. Die 400-Meter-Zwischenzeit von 53,14 s wies auf ein reines Spurtrennen hin. Bosse blieb weiterhin an der Spitze und forcierte das Tempo auf der zweiten Runde deutlich. Vor Erreichen der Zielkurve war Kramer als Zweiter weiter ganz vorne zu finden, Kszczot hatte sich von Rang sechs nach vierhundert Metern nun auf die dritte Position in Lauerstellung gebracht. Das Feld lag hier noch dicht zusammen. Der Däne Andreas Bube folgte als Vierter vor Rozmys und Borkowski. Im Schlussabschnitt zeigte Adam Kszczot wieder einmal seine großen Spurtqualitäten und wurde zum dritten Mal in Folge Europameister. Andreas Kramer konnte überraschend seinen zweiten Platz bis ins Ziel verteidigen und gewann so die Silbermedaille vor Weltmeister Pierre-Ambroise Bosse. Die Ränge vier und fünf belegten die beiden Polen Michał Rozmys und Mateusz Borkowski. Andreas Bube wurde Sechster vor dem Spanier Álvaro de Arriba und dem Tschechen Lukáš Hodboď.
Angesichts der verbummelten ersten Runde war die Siegerzeit von 1:44,59 min erstaunlich schnell. Der zweitplatzierte Andreas Kramer stellte mit seinen 1:45,03 min sogar einen neuen schwedischen Landesrekord auf.

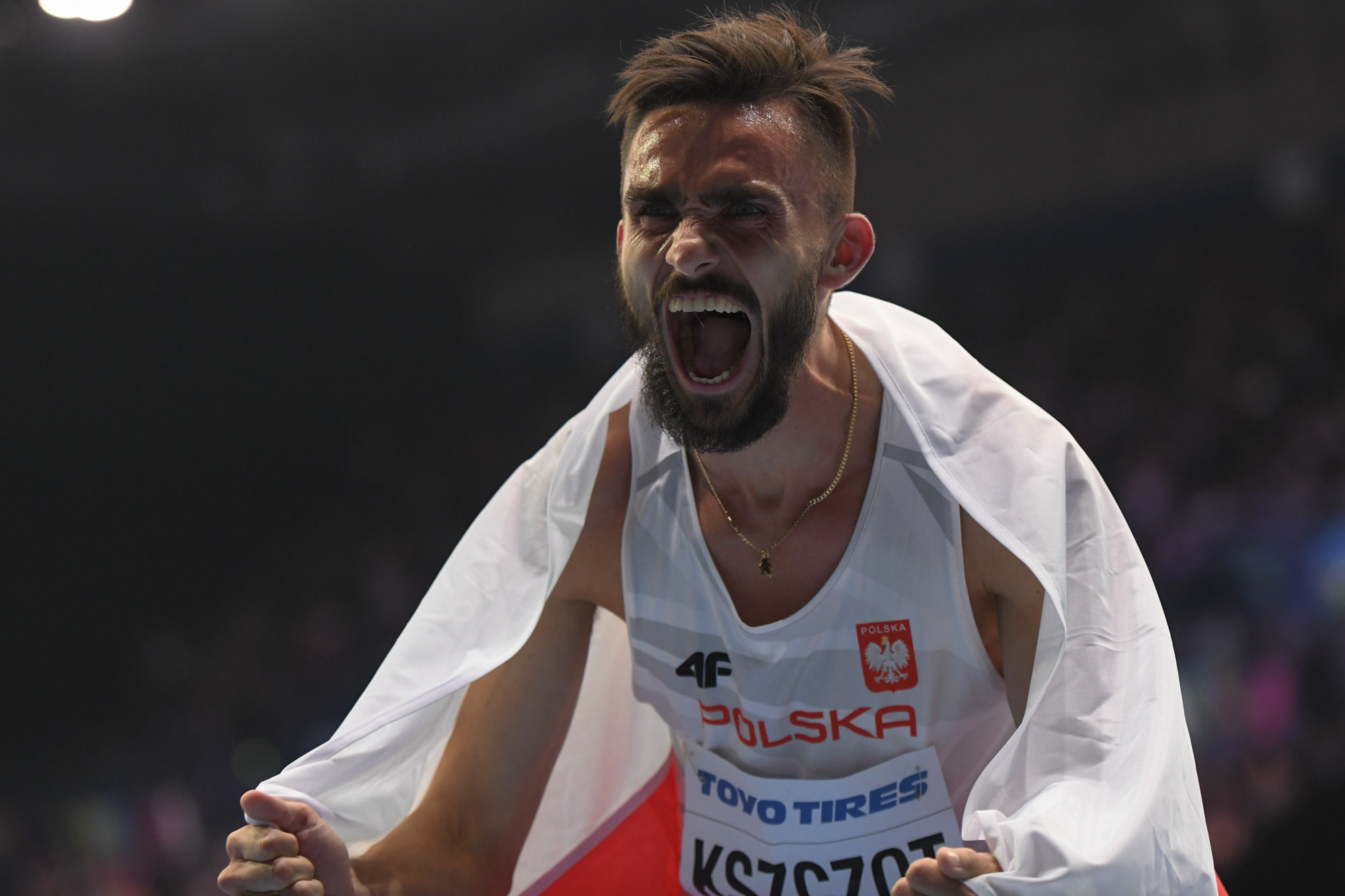
Europameister Adam Kszczot
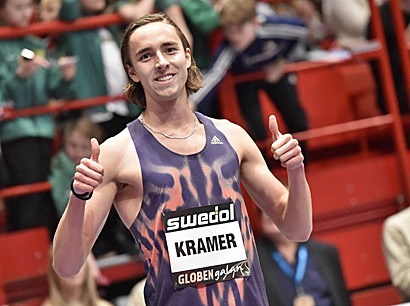
Vizeeuropameister Andreas Kramer
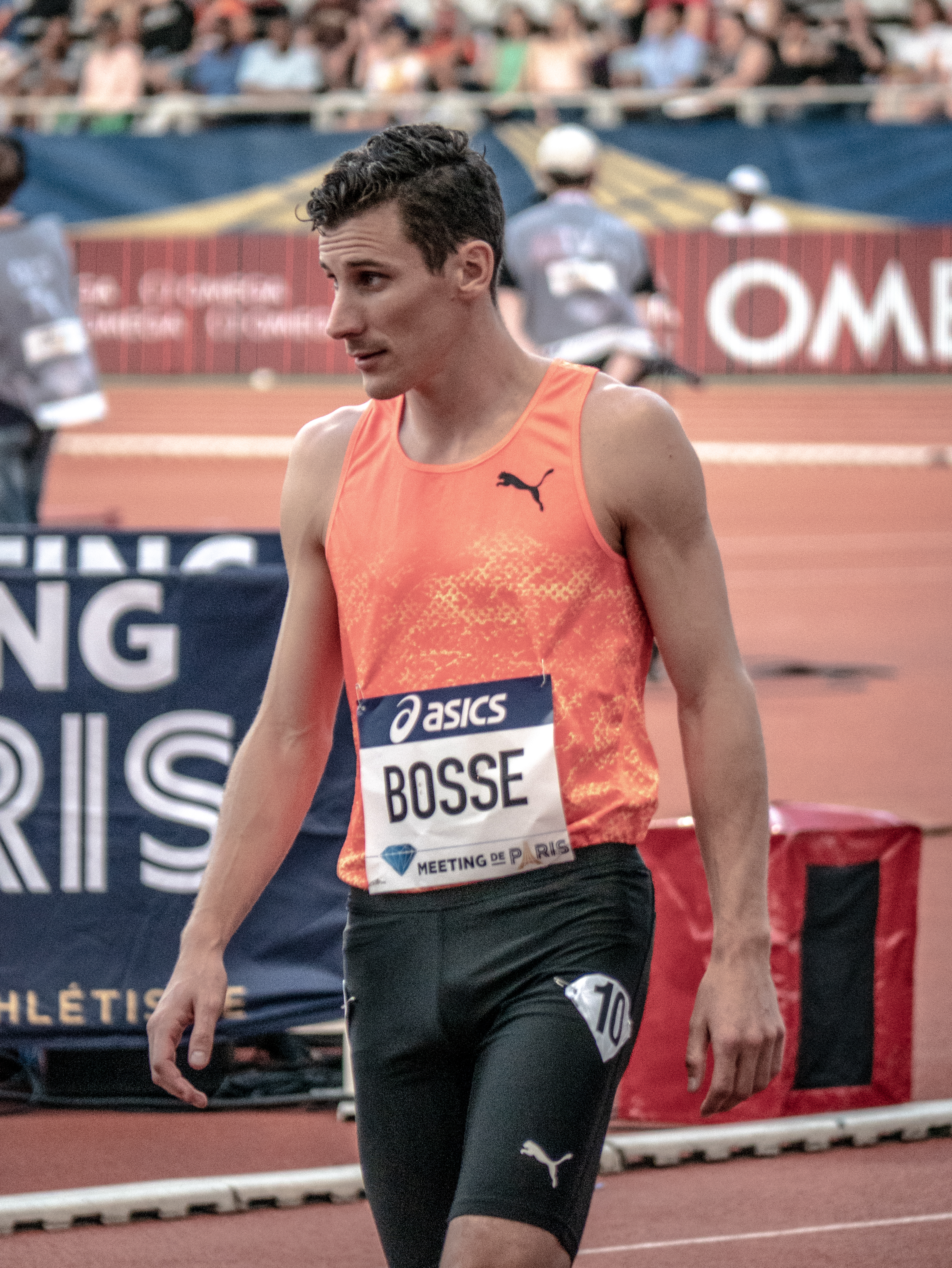
Bronzemedaillengewinner Pierre-Ambroise Bosse
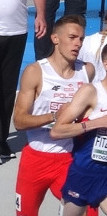
Michał Rozmys kam auf den vierten Platz

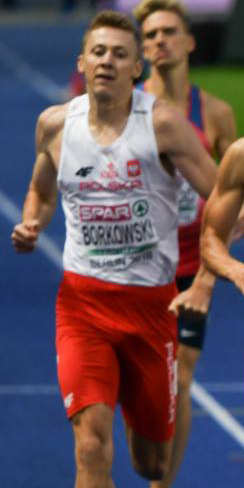
Mateusz Borkowski wurde Fünfter
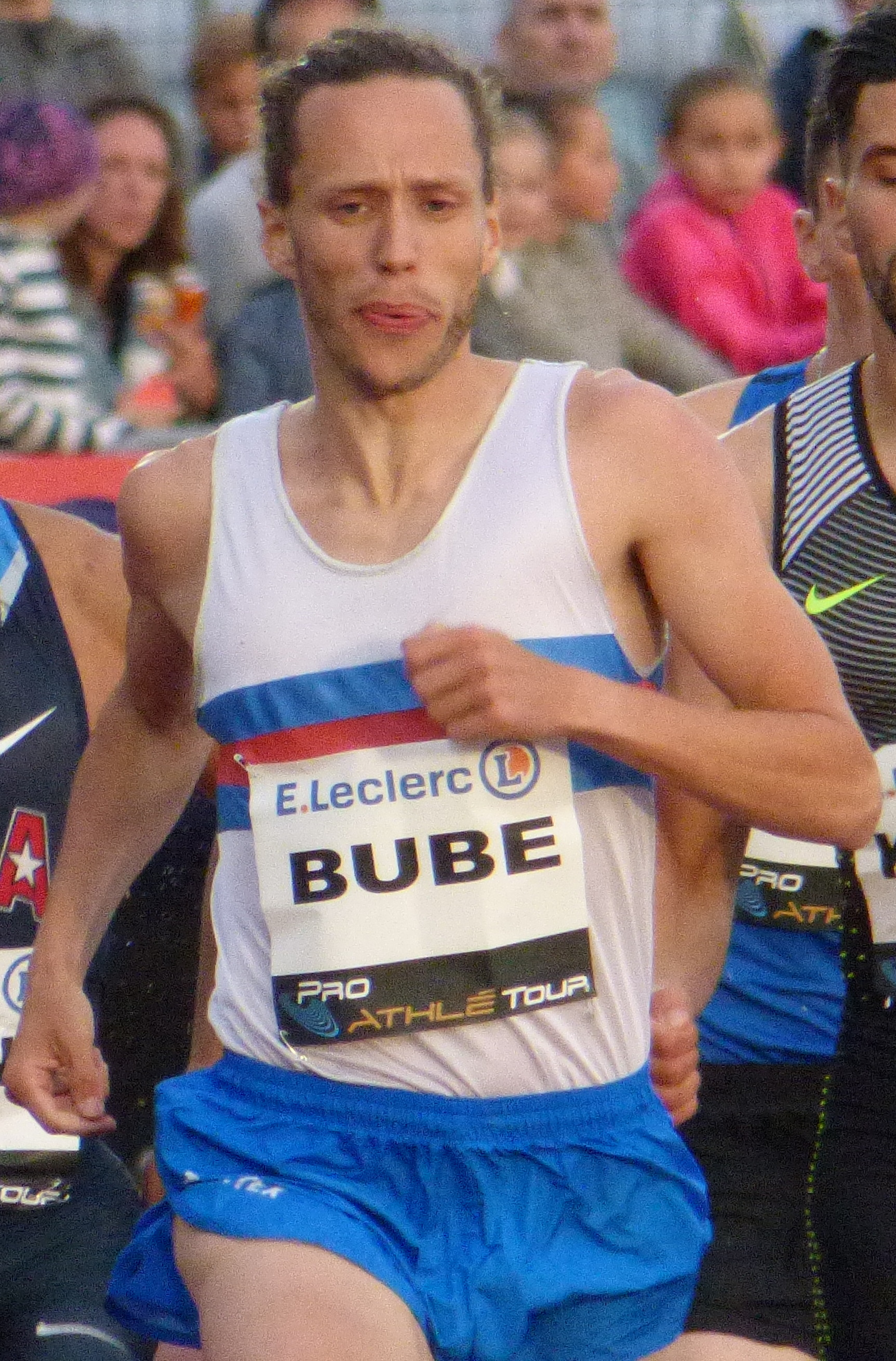
Rang sechs für Andreas Bube
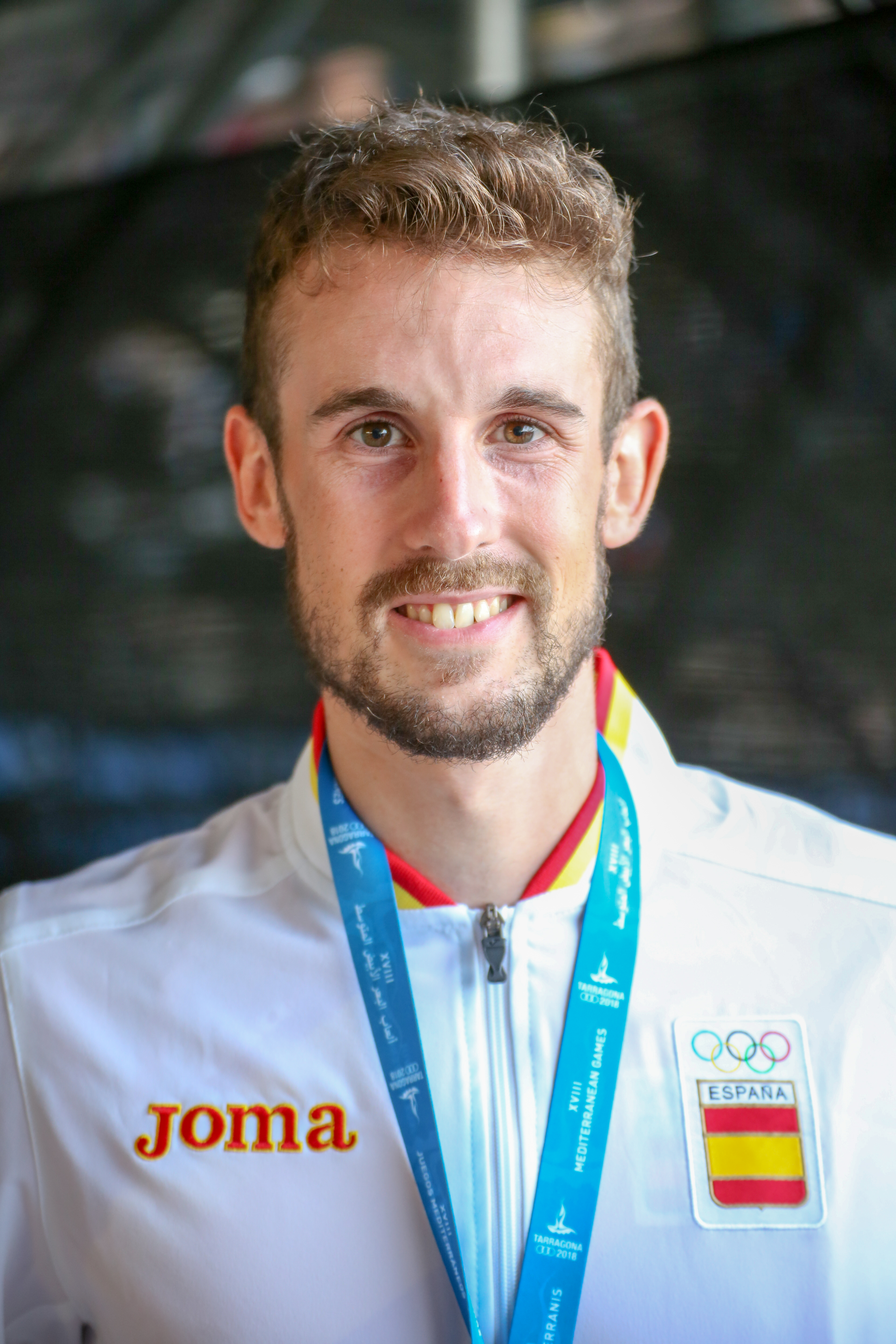
Álvaro de Arriba belegte Rang sieben
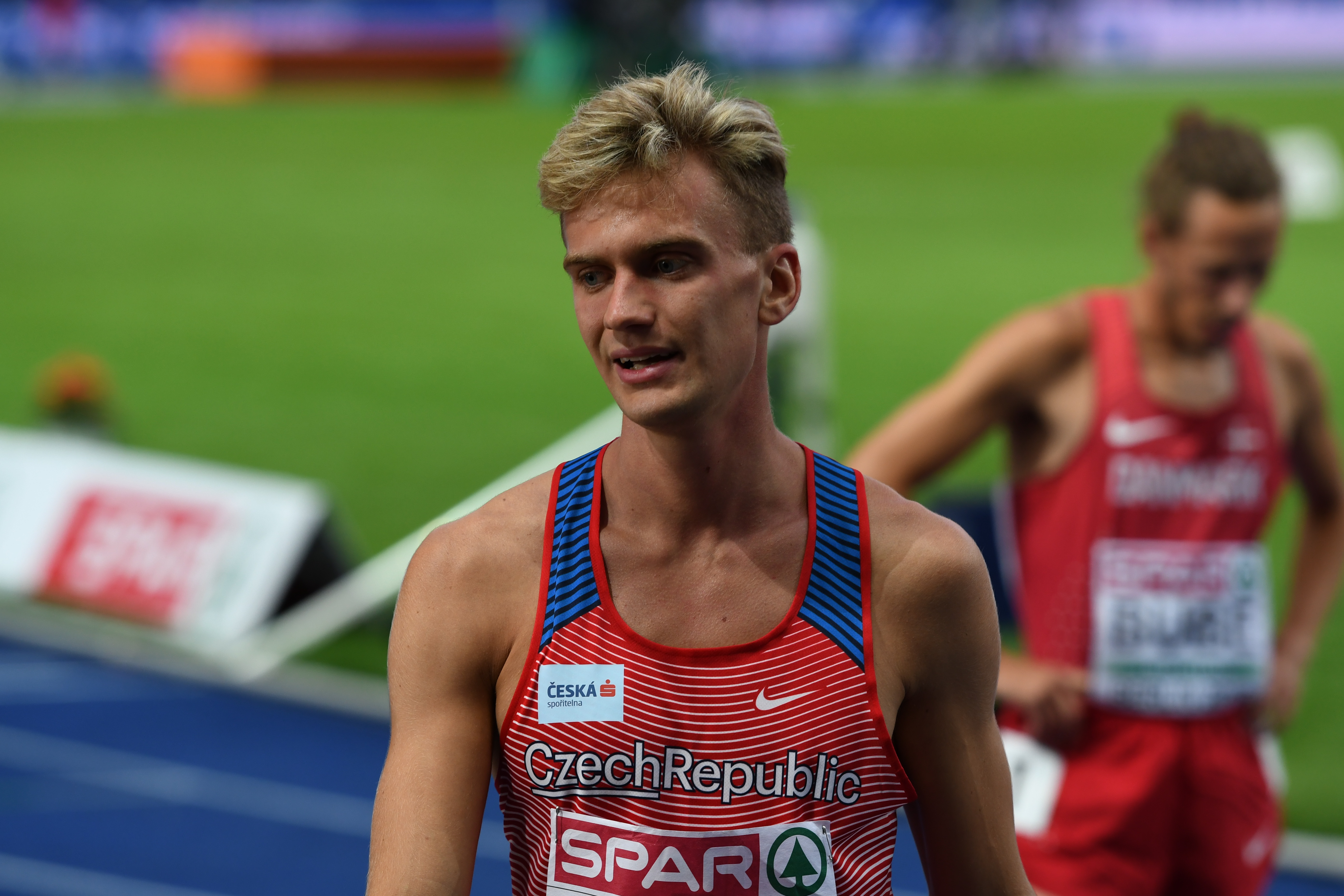
Lukáš Hodboď erreichte das Finale und wurde dort Achter